# 沙漠海岸 (加利福尼亞州)
沙漠海岸（英語：Desert Shores）是位於美國加利福尼亞州因皮里爾縣的一個人口普查指定地區。

## 地理
沙漠海岸的座標為33°24′15″N 116°02′23″W / 33.40417°N 116.03972°W，而該地最高點為海拔高度-61米（即-200英尺）。

## 人口
根據2010年美國人口普查的數據，海岸沙漠的面積為1.765平方千米，當中陸地面積為1.765平方千米，而水域面積為0.000平方千米。當地共有人口1104人，而人口密度為每平方千米625人。